# Антоній Стефан Ольшевський

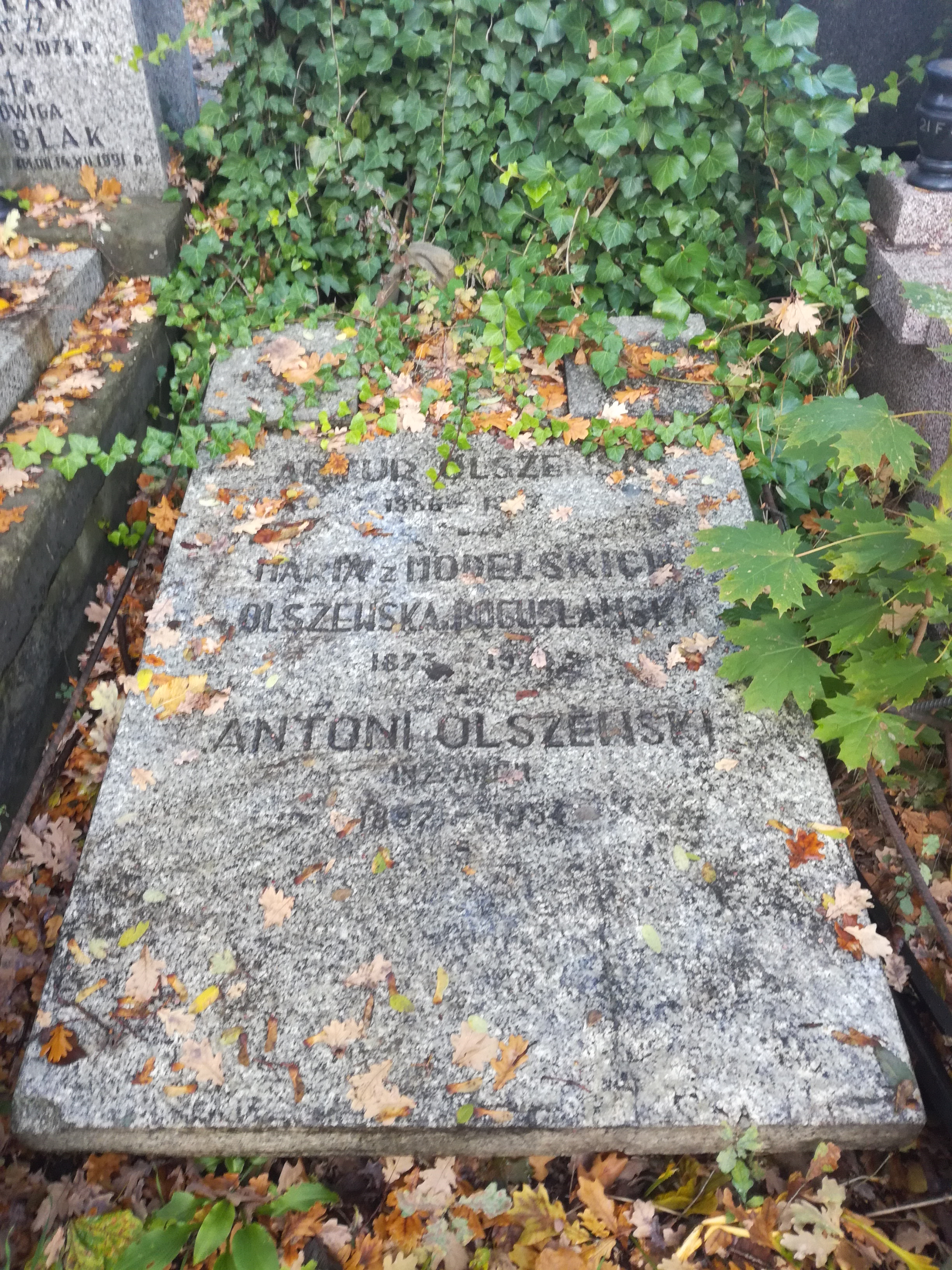
Могила Антонія Ольшевського на Бруднівському кладовищі

Антоній Стефан Ольшевський (пол. Antoni Stefan Olszewski; нар. 20 травня 1897, Варшава — пом. 15 грудня 1954, Варшава) — польський інженер-архітектор.

## Біографія
Син зем'яна Артура Ольшевського та Марії Модельської Богуславської, народився після смерті батька. Навчався в так званій «Люблінській школі», пізніше в промислово-технічному університеті Яна Даль-Трозцо у Варшаві, в якому 1914 року закінчив механічний факультет, після цього у Школі торгівлі Артура Єжевського.
В молодості вступив до таємного скаутингу, потім до ПВО, брав участь в Обороні Львова в 1918 і 1920 рр. У Польськім війську служив до 1921 року, згодом вивчав архітектуру у Львівській політехніці, яку закінчив 1926 року.
1923 року він спроєктував і керував будівництвом казарм і житлових будинків у Кельцях. У 1926—1932 рр. працював у Сілезії (як міський архітектор на незалежній посаді в Королівській Гуті, сьогодні Хожув), де проєктував реконструкцію ратуші та початкової школи у Великих Гайдуках (сьогодні Хожув-Баторій; спільно з К. Шаєром), а також (спільно з Войцехом Собонем): будинки для чиновників, будівлю Комерційного училища (сьогодні Муніципальний інститут комерційної освіти на вулиці Урбановича), школу (на вул. 3-го травня). Більш того, працюючи в Сілезії, запроєктував дитячий садок у місті Згоді (нині район міста Свентохловиці) та початкову школу в Міколуві. У 1932—1934 рр. у Львові працював директором будівництва; проєктував басейни, спортзал і стадіон, також читав лекції. З 12 листопада 1934 р. у Варшаві, був призначений директором технічного департаменту міської ради в часи президентства Стефана Старжинського.
Під час Другої світової війни брав участь в організації оборони Варшави. 18 лютого 1943 р. був арештований, ув'язнений в Павяку, пізніше переміщений до Аушвіцу, потім (з вересня 1943) до Ноєнгамме; з 9 листопада 1943 року в Дрютте працював у кузні на збройному заводі, а з 7 квітня 1945 на Берген-Бельзені.
Після звільнення 15 квітня 1945 року кілька місяців проходив лікування в Швеції, звідки в жовтні того ж року, на прохання Міхала Качоровського, переїхав до іншої країни, де почав відбудовувати Гданськ, Гдиню, Сопот і Ельблонг. У травні 1947 року його перевели до Варшави, де працював у Міністерстві реконструкції, у Вищій Раді Відбудови Варшави й у Вітчизняному фермерському банку. Наступні два роки, як заступник міністра, він займався відбудовою Ельблонга та навколишнього регіону. 1949 повернувся до Варшави, де працював у декількох закладах реконструкцій.
1954 року помер після тривалої хвороби на інфаркт серця; похований 18 грудня 1954 р. в родинній могилі на Броневському цвинтарі (квартал 21F-5-17); досі існує табличка (неподалік від Королівського замку у Варшаві) на згадку про початок забудови Віслинських бульварів у 1935 році, на якій написане ім'я Антонія Ольшевського як особи, що має заслуги у виконанні цих робіт.
Був одружений з Яніною, уродженою Лущевською, дітей не мали.

## Нагороди
- Срібний хрест ордера Virtuti Militari[3],
- Лицарський хрест Ордену Відродження Польщі,
- Хрест Хоробрих,
- Золотий Хрест Заслуги[3],
- Медаль «За Варшаву 1939-1945»[3],
- Медаль Перемоги та Свободи[3],
- Знак Грюнвальда[3].